# Boraginales
Boraginales is een botanische naam, voor een orde van tweezaadlobbige planten: de naam is gevormd uit de familienaam Boraginaceae. Een orde onder deze naam wordt zeer onregelmatig erkend door systemen voor plantentaxonomie.
Ze wordt wel erkend in de 23e druk van de Heukels. De orde bestaat dan uit één familie (de Boraginaceae). In het APG II-systeem (2003) werd deze orde niet erkend: de familie werd niet in een orde ingedeeld.